# Kolumbarium Hl. Herz Jesu

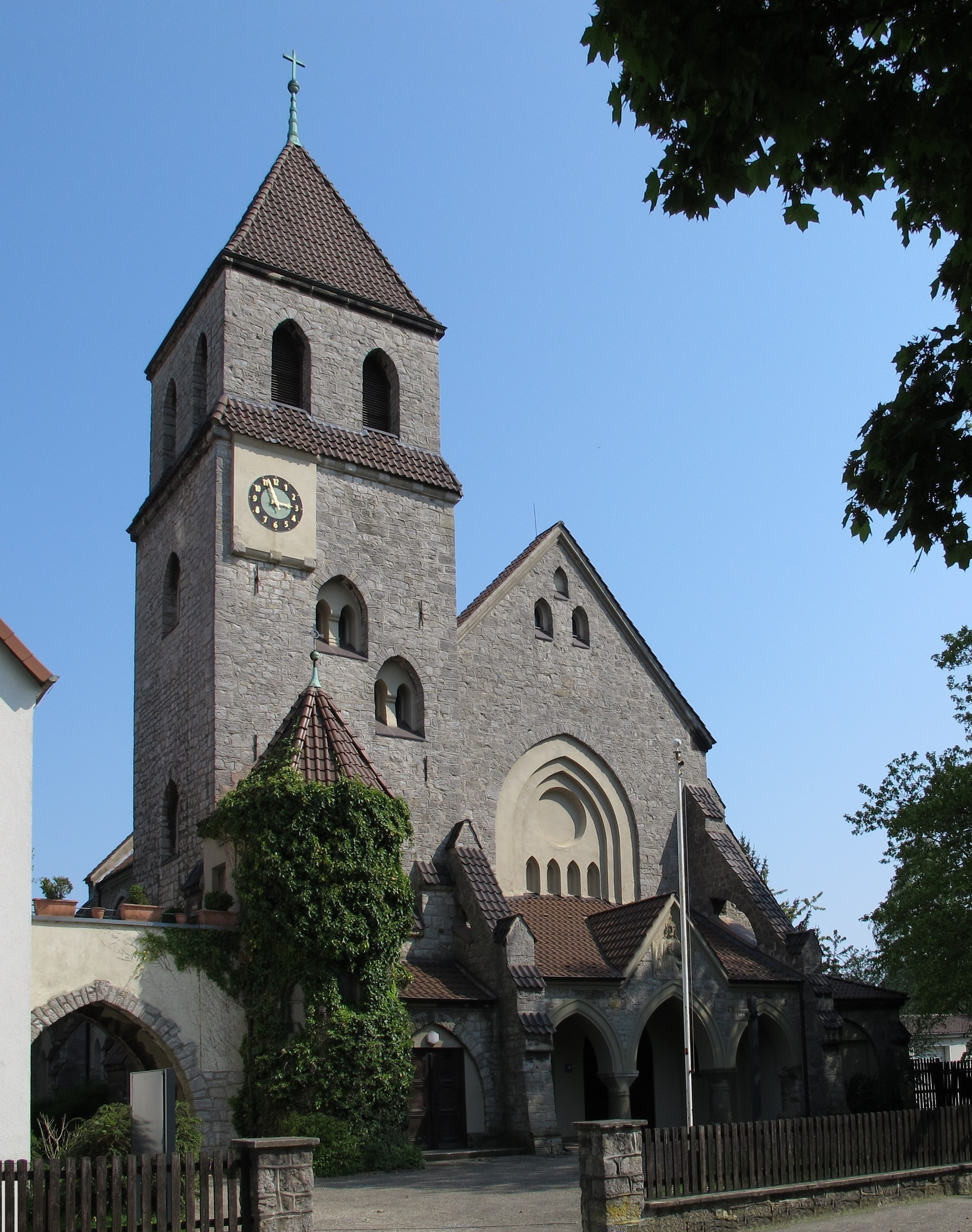
Außenansicht von der Straße

Das Kolumbarium Hl. Herz Jesu im hannoverschen Stadtteil Misburg-Süd ist eine Urnenbeisetzungsstätte sowie ein Gebets- und Gottesdienstraum in Trägerschaft der katholischen Pfarrgemeinde St. Martin, Hannover-Ost.

## Kolumbarium
Das Kolumbarium wurde am 20. Februar 2010 durch Bischof Norbert Trelle feierlich eröffnet. Es ist die erste Einrichtung dieser Art in einer Kirche in Norddeutschland.
Die Misburger Herz-Jesu-Kirche wurde 1904/05 als Pfarrkirche für die infolge von Industrieansiedlung zugezogenen Katholiken erbaut. Sie ist eine Basilika im gotisierenden Heimatschutzstil des frühen 20. Jahrhunderts, entworfen von den Architekten Maximilian Jagielski und Georg Thofehrn, Hannover, und wurde am 8. Oktober 1905 durch den Berliner Militärbischof Heinrich Vollmar geweiht. Die erneute Weihe nach der Zerstörung bei den Luftangriffen auf Hannover und dem Wiederaufbau erfolgte am 18. Juli 1948 durch Generalvikar Wilhelm Offenstein. In den folgenden sechs Jahrzehnten wurde das Kircheninnere mehrfach umgestaltet und modernisiert.
Im Zuge des aktuellen Reduktions- und Konzentrationsprozesses im Bistum Hildesheim wurde die Umwandlung der Kirche in ein Kolumbarium und Zentrum für Trauerarbeit und Totengedenken beschlossen. Der von Christoph Palmen und Arne Kesten entwickelte Entwurf für ein Raumkonzept wurde durch Thomas Rauck realisiert. Er knüpft an das biblische Bild von der Himmelsleiter an. Es sind zunächst Vitrinen für 1.500 Urnen vorgesehen. Die nicht mehr benötigten Kirchenbänke fanden in der Kirche Maria Königin in Seesen eine neue Verwendung.

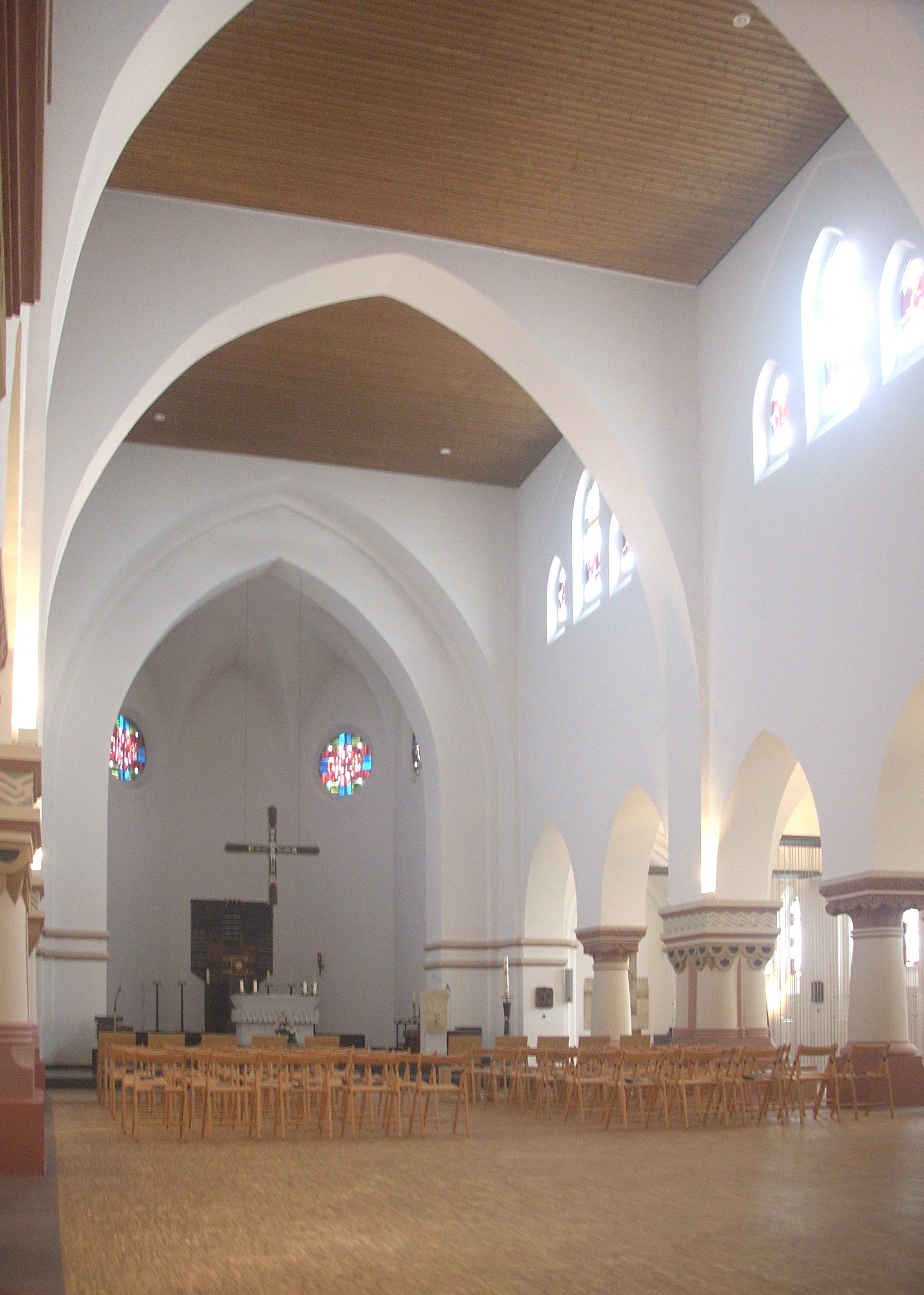
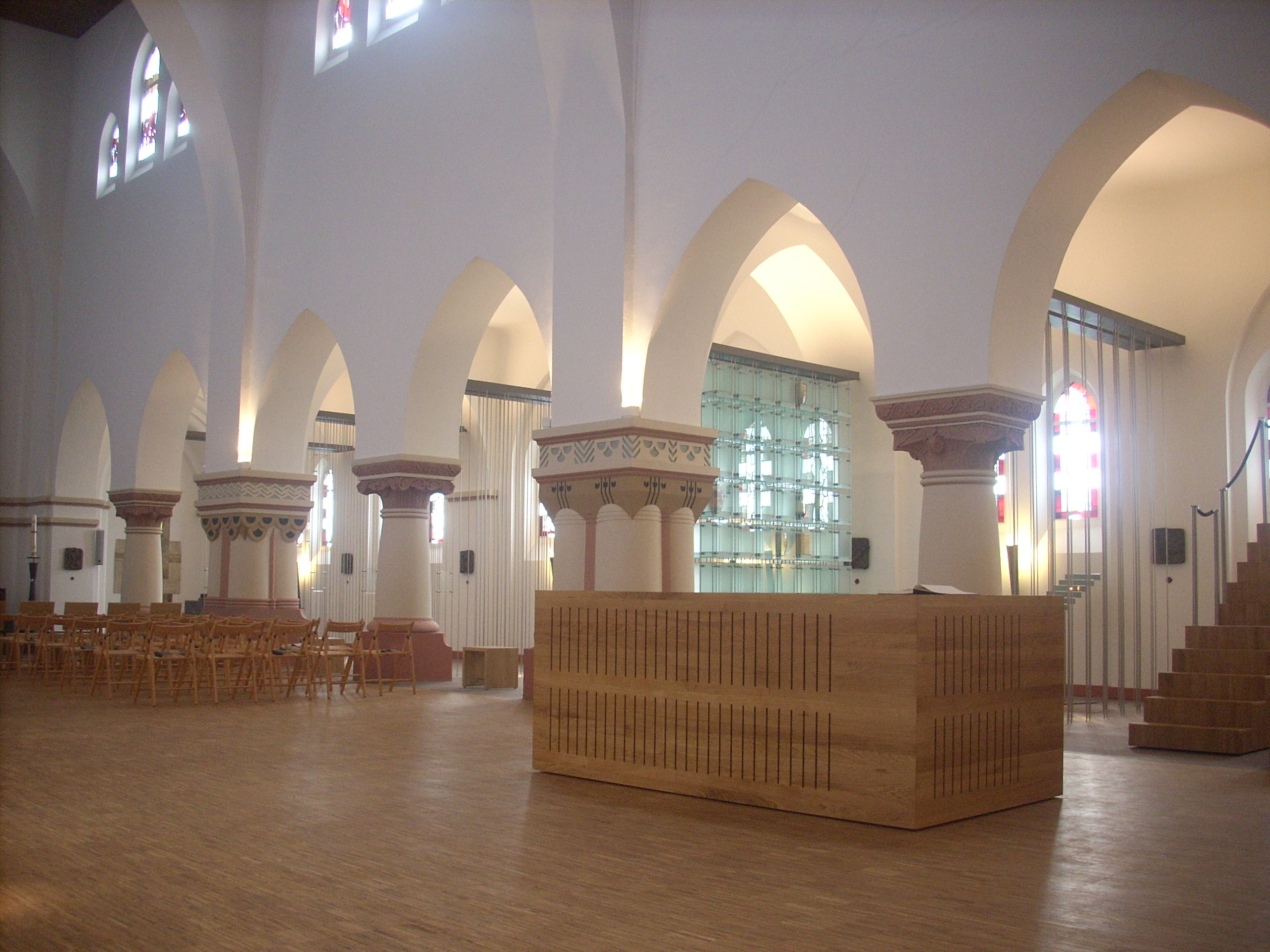
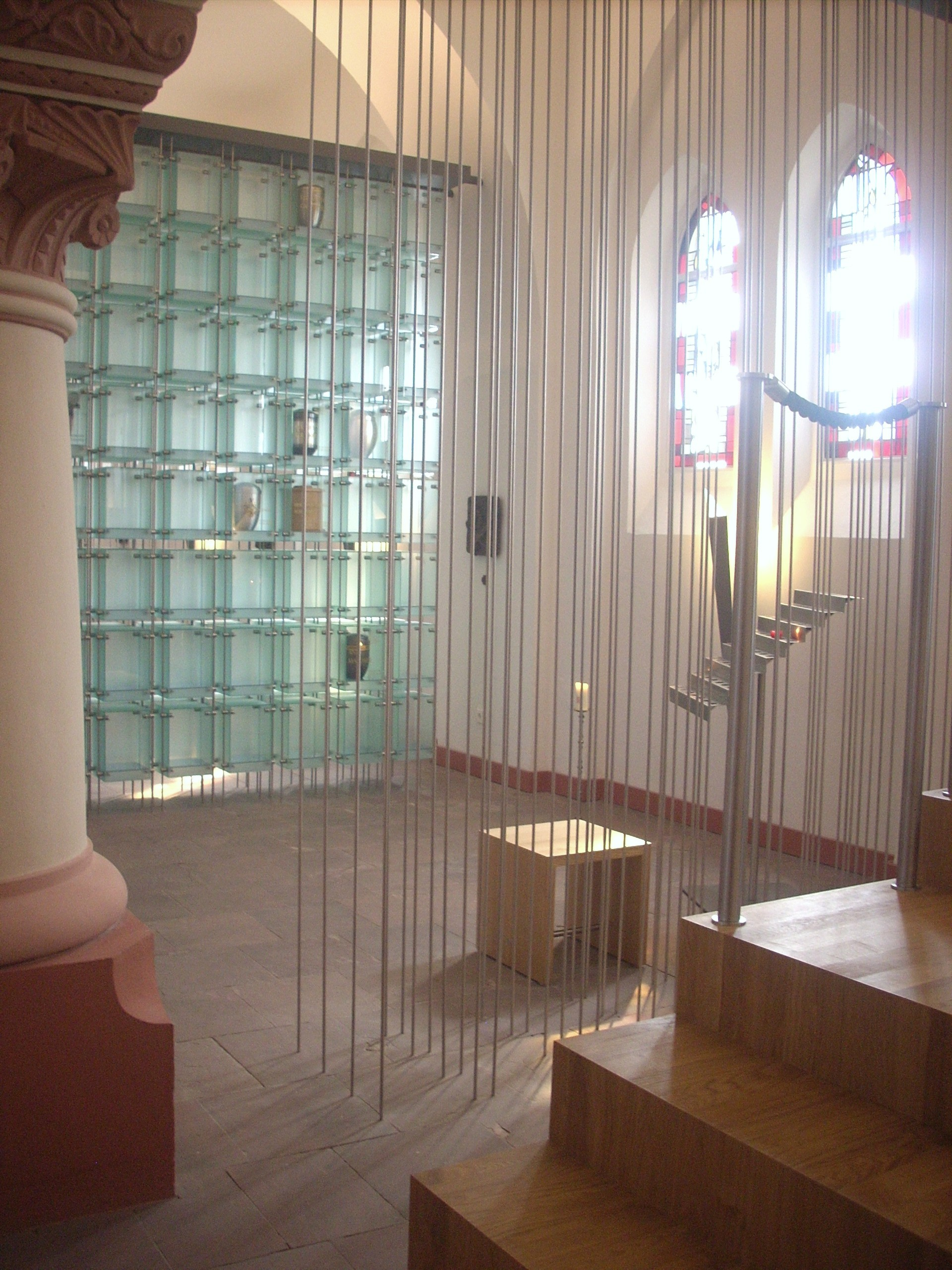
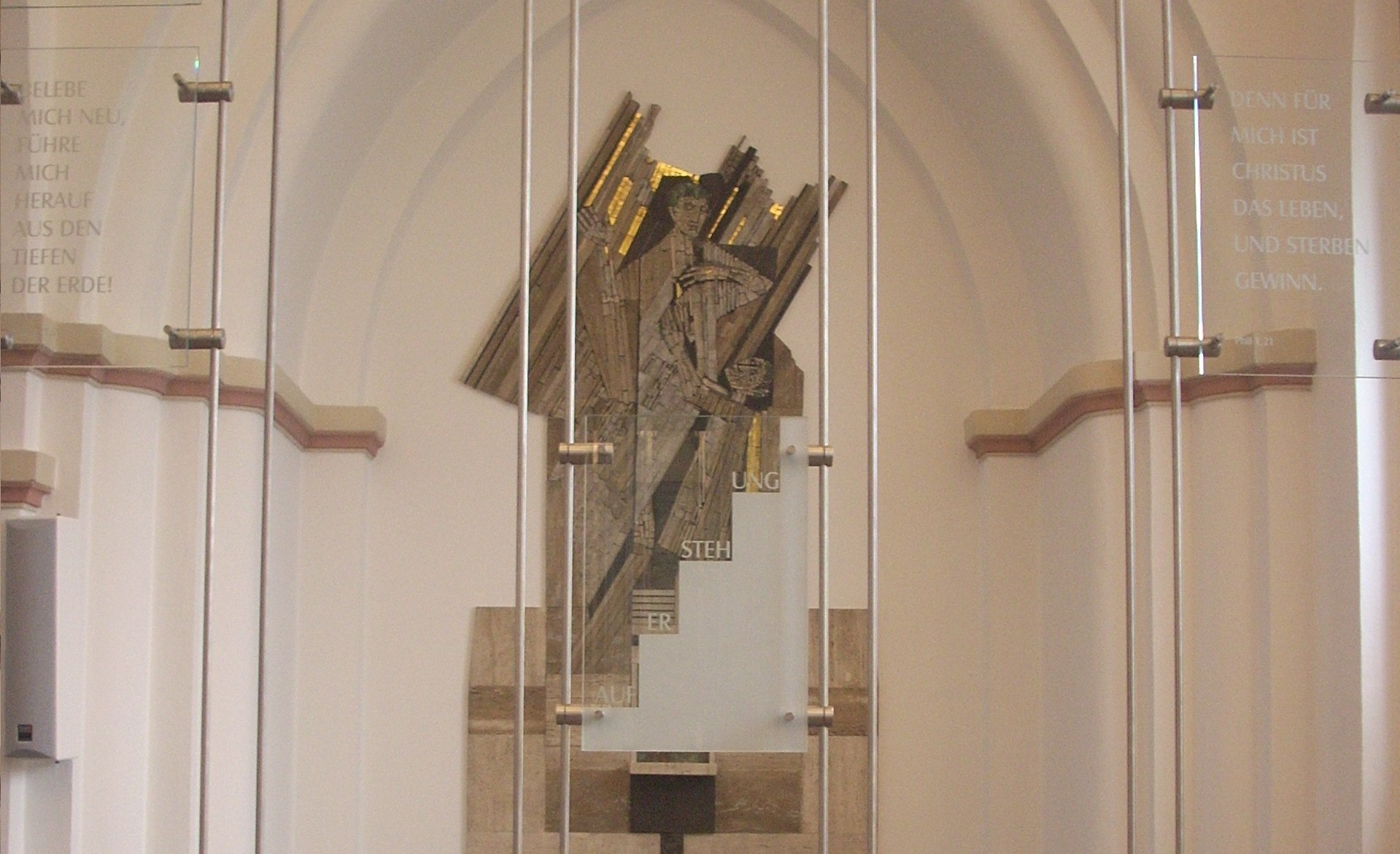

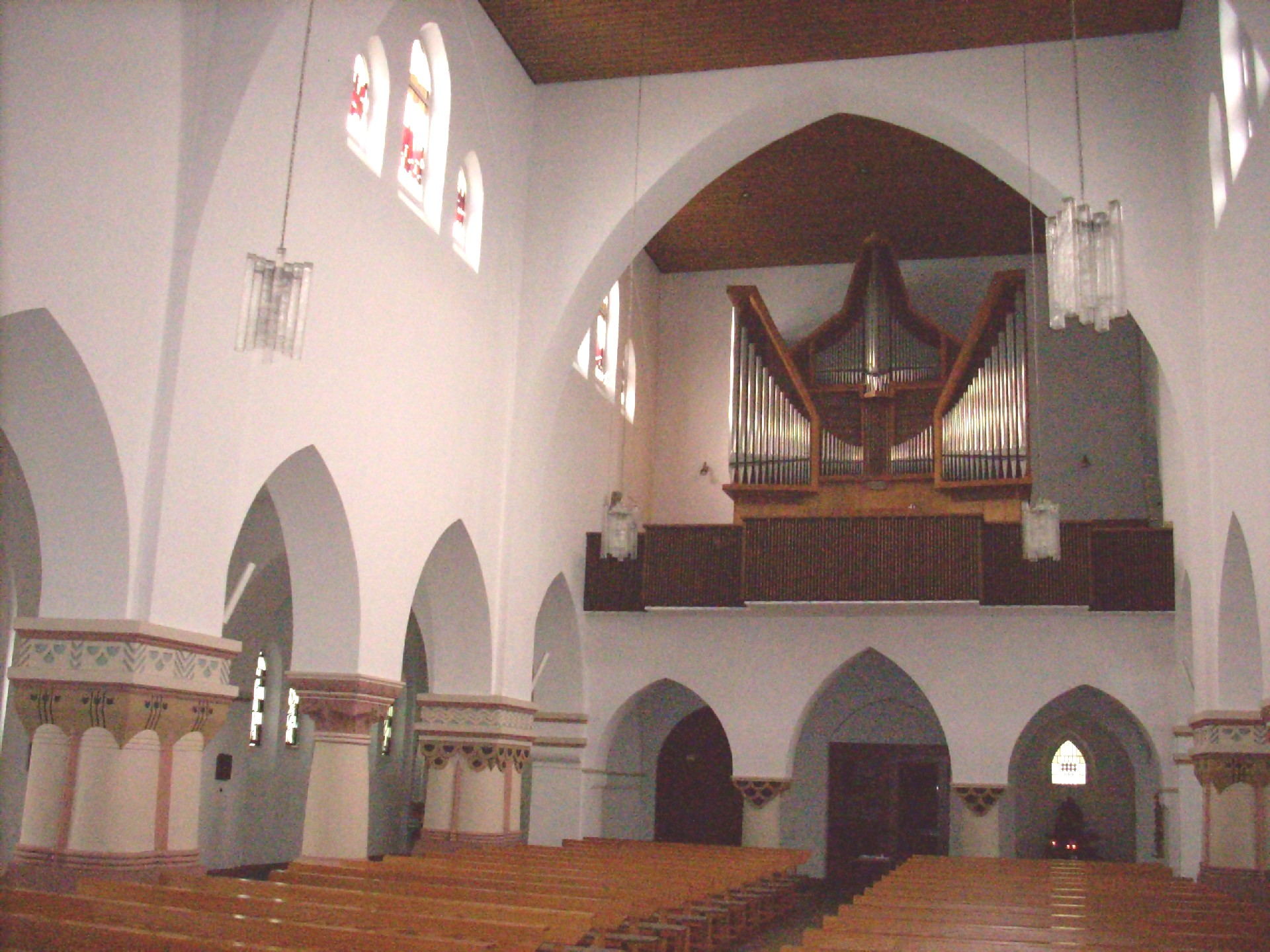
Blick auf die Orgel

Die Orgel auf der Empore des Hauptschiffs wurde 1964 von dem Orgelbauer Gebr. Krell (Duderstadt) erbaut. Das Schleifladen-Instrument hat 23 Register auf zwei Manualen und Pedal. Die Spiel- und Registertrakturen sind mechanisch.
| I Hauptwerk C–g3 |              |       |
| 1.               | Prästant     | 8′    |
| 2.               | Rohrflöte    | 8′    |
| 3.               | Oktave       | 4′    |
| 4.               | Gedackt      | 4′    |
| 5.               | Quinte       | 2 ⁄3′ |
| 6.               | Prinzipal    | 2′    |
| 7.               | Mixtur IV-VI | 1 ⁄3′ |
| 8.               | Trompete     | 8′    |

| II Positiv C-g3 |                 |      |
| 9.              | Gedackt         | 8′   |
| 10.             | Prästant        | 4′   |
| 11.             | Gemshorn        | 4′   |
| 12.             | Sesquialtera II |      |
| 13.             | Waldflöte       | 2′   |
| 14.             | Cimbel III      | 1⁄2′ |
| 15.             | Dulcian         | 16′  |
| 16.             | Krummhorn       | 8′   |
|                 | Tremulant       |      |

| Pedalwerk C–f1 |               |     |
| 17.            | Subbass       | 16′ |
| 18.            | Prinzipalbass | 8′  |
| 19.            | Pommer        | 8′  |
| 20.            | Choralbass    | 4′  |
| 21.            | Nachthorn     | 2′  |
| 22.            | Mixtur III-IV | 2′  |
| 23.            | Posaune       | 16′ |